# William Wright (missionaris)
William Wright (15 januari 1837 – 31 juli 1899) was een Iers missionaris en de schrijver van het boek The Empire of the Hittites (1884), waarin beschreven staat hoe de beschaving van de Hettieten in elkaar zou steken.